# Martinet (Charleroi)
Pour les articles homonymes, voir Martinet.
Le Martinet est un lieu-dit, à cheval sur les sections de Monceau-sur-Sambre et Roux de la ville de Charleroi, site d'un ancien charbonnage et de terrils (crassiers). Au début du XXIe siècle, le site est reconverti en écoquartier.

## Contexte
La Wallonie compte plus de trois cents terrils répartis le long d'un axe est/ouest depuis le pays de Herve jusqu'au Borinage.
Ces monticules formés de déchets (stériles) d'exploitation minière composés principalement de schistes houillers, avec des grès en plus faible proportion, sont des îlots présentant des caractéristiques différentes par rapport à leur environnement. Formés d'amoncellements de pierres, ces terrains présentent une économie en eau très faible et sont par conséquent très secs.
Ces terrains pierreux ont les caractéristiques suivantes :
- une instabilité des sols dans les pentes.
- des fortes oppositions de versants avec microclimats contrastés.
- la présence de milieux spéciaux comme les zones de combustion ou les sources d'eau alcaline.

La flore locale a éprouvé de grosses difficultés à coloniser les terrils vu qu'elle ne comporte pas ou peu d'espèces adaptées à ce milieu. Ce sont donc des écosystèmes très simplifiés qui ont d'abord occupé les terrils, formés à base d'espèces banales de terrains vagues. Avec le temps, des espèces plus spécialisées sont apparues :
- plantes de milieux secs, très rares dans la région, et se répandant de terril en terril.
- plantes étrangères à la région qui sont apparues sur les terrils et autres milieux artificiels semblables[1].

## Histoire du charbonnage
En 1886, le charbonnage devint un des sièges principaux des Charbonnages de Monceau-Fontaine, jusqu'à sa fermeture 1967. Les puits sont maintenus en état de fonctionnement jusqu'en 1979. La dalle du puits principal mentionne la profondeur 958 m.

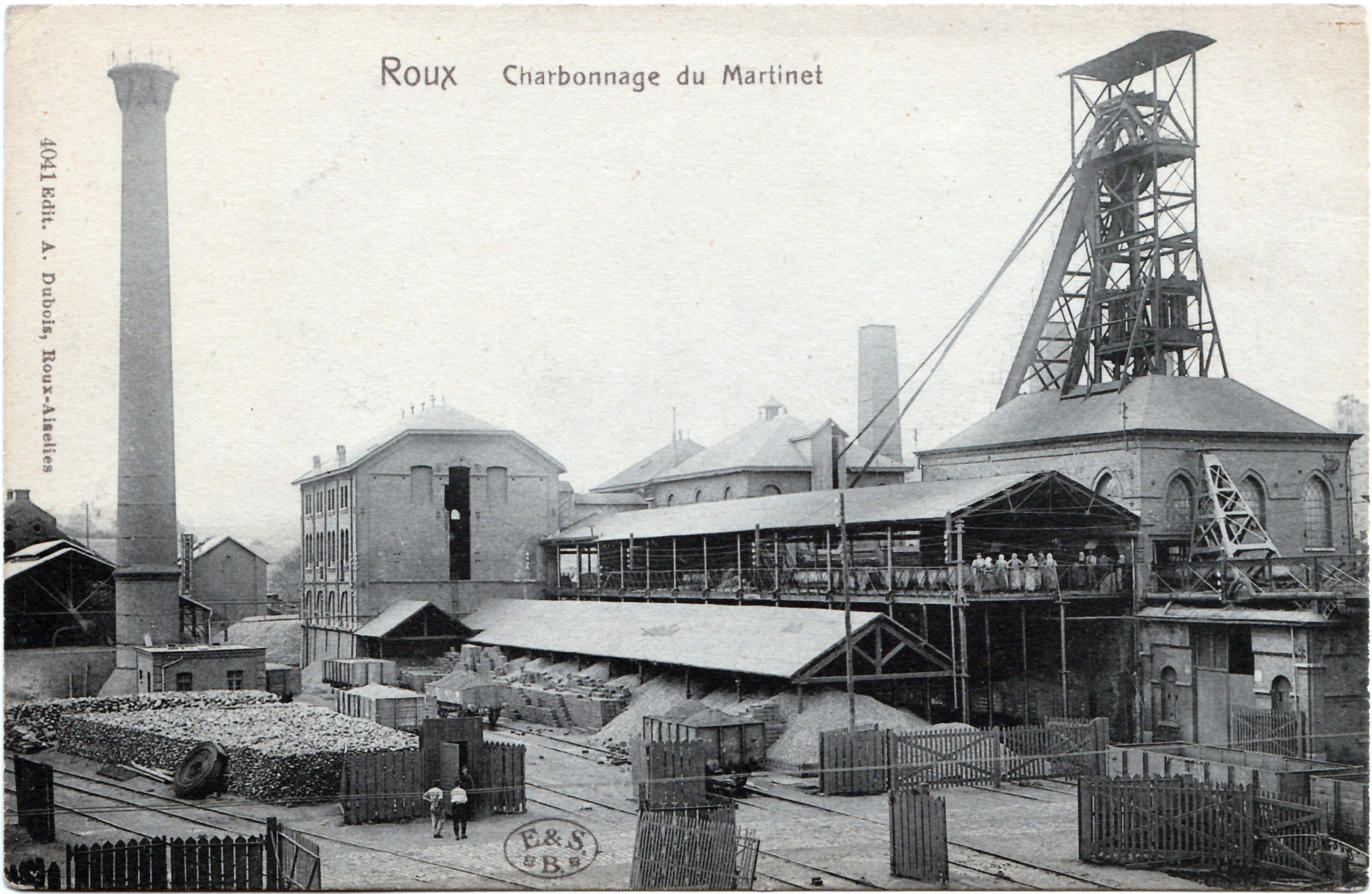
Le charbonnage au début du XXe siècle.
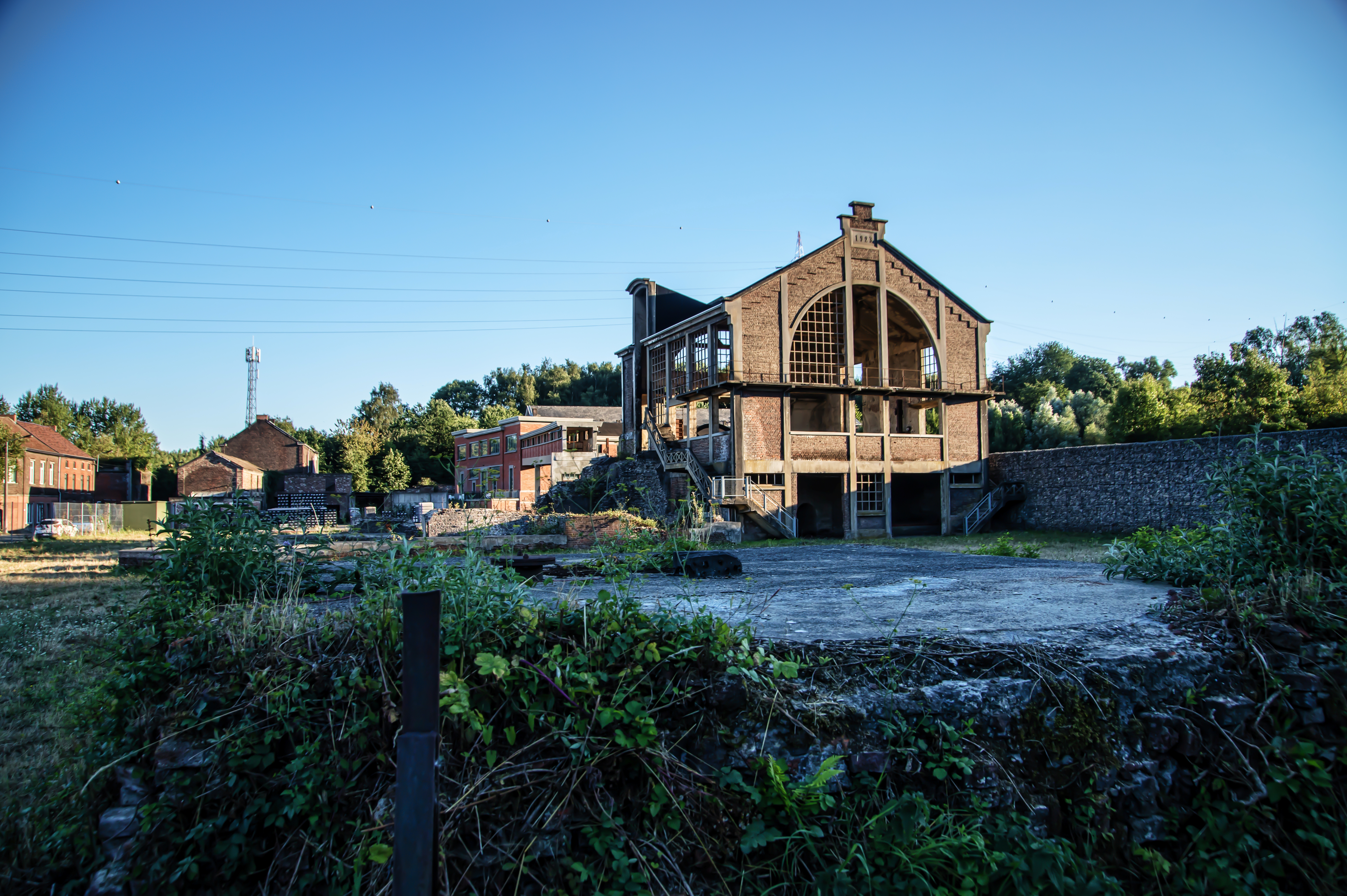
Anciens bâtiments du charbonnage.

## Description sommaire
Le site comprend deux terrils :
- Sa superficie totale est ± 53 Ha.
- La surface au sol occupée par les terrils est ± 25 Ha.
- Les volumes additionnés des deux terrils approchent 7 000 000 m3 répartis comme suit : 1 951 350 m3 pour le Martinet Est, le plus proche de la rue de Roux (Nationale 584 Monceau-Courcelles) et 5 041 020 m3 pour le Martinet Ouest[2].
- La hauteur de 56 mètres du Martinet Est porte son altitude à 185 mètres. La hauteur de 85 mètres du Martinet Ouest porte son altitude à 215 mètres.
- Le terril Est a été alimenté en stériles de 1766 à 1936. Le terril Ouest a été alimenté en stériles de 1900 à 1976[3].

## Flore et faune des deux terrils
Du recensement des espèces végétales et animales, opéré en 1989 sur une courte période, il apparaît que les terrils du Martinet abritent au moins :
- 92 espèces végétales, arbres et plantes confondus, dont les espèces rares typiques des sols acides et filtrants.
- 41 espèces d'oiseaux, dont 15 espèces rares ou typiques de ce milieu et 12 espèces peuplant les zones isolées.
- 3 espèces d'amphibiens.
- des espèces d'insectes rares[4].

Les observations opérées en 1990 par un autre scientifique, confirment que le site du Martinet constitue un ensemble de milieux de haut intérêt biologique et se situe dans les dix plus intéressants d'un échantillonnage de 60 terrils wallons.

## Classement et reconversion
À la suite du premier choc pétrolier, le 12 juillet 1974 la société Ryan Europe demande l'autorisation d'extraire le charbon encore présent dans les terrils. Conscients de la richesse biologique de leur voisinage, les riverains s'unissent dans un comité du quartier du Martinet, qui s'oppose à l'exploitation - donc au saccage - des deux terrils. Leur lutte est fructueuse.
En 1995, le site est classé par la Commission royale des monuments et des sites, pour sa beauté, son intégration dans le paysage, ses aspects faune/flore, sa biodiversité. En 2010, la gestion du site est confiée au Département "Nature et Forêts" de la Région Wallonne.
En 2008, la Région wallonne décide de financer :
- la restauration de quelques installations du charbonnage et du triage-lavoir.
- l'assainissement du site - non pollué - en vue de l'érection d'un écoquartier[6].

Les travaux démarrent en 2013 avec un budget de 5 millions d'euros, l'écoquartier comporte 50 logements. L'ancienne salle des machines est préservée avant réhabilitation.